# 熱気球ホンダグランプリ
熱気球ホンダグランプリ（ねつききゅうほんだぐらんぷり、Hot Air Balloon Honda Grand Prix）は、1993年から開催されている、熱気球グランプリ運営機構（AirB）が主催する日本の熱気球競技大会。国内5大会（初回のみ4回）をシリーズ化し、通算ポイントで年間チャンピオンが決定される。1998年から2006年までは全世界で全3戦を戦うワールドホンダグランプリも開催されていた。本稿では両者について述べる。

## 歴史

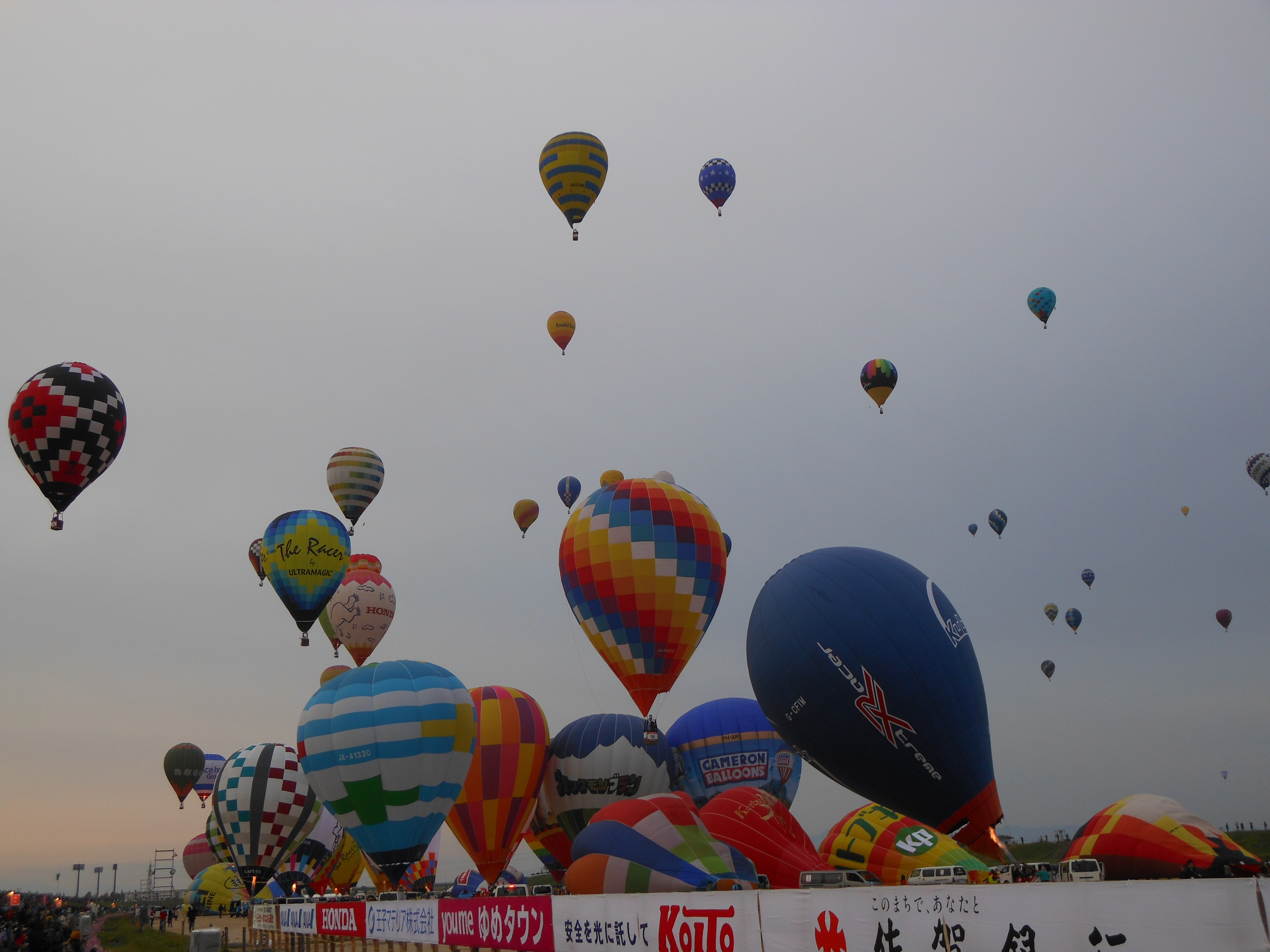
佐賀インターナショナルバルーンフェスタ

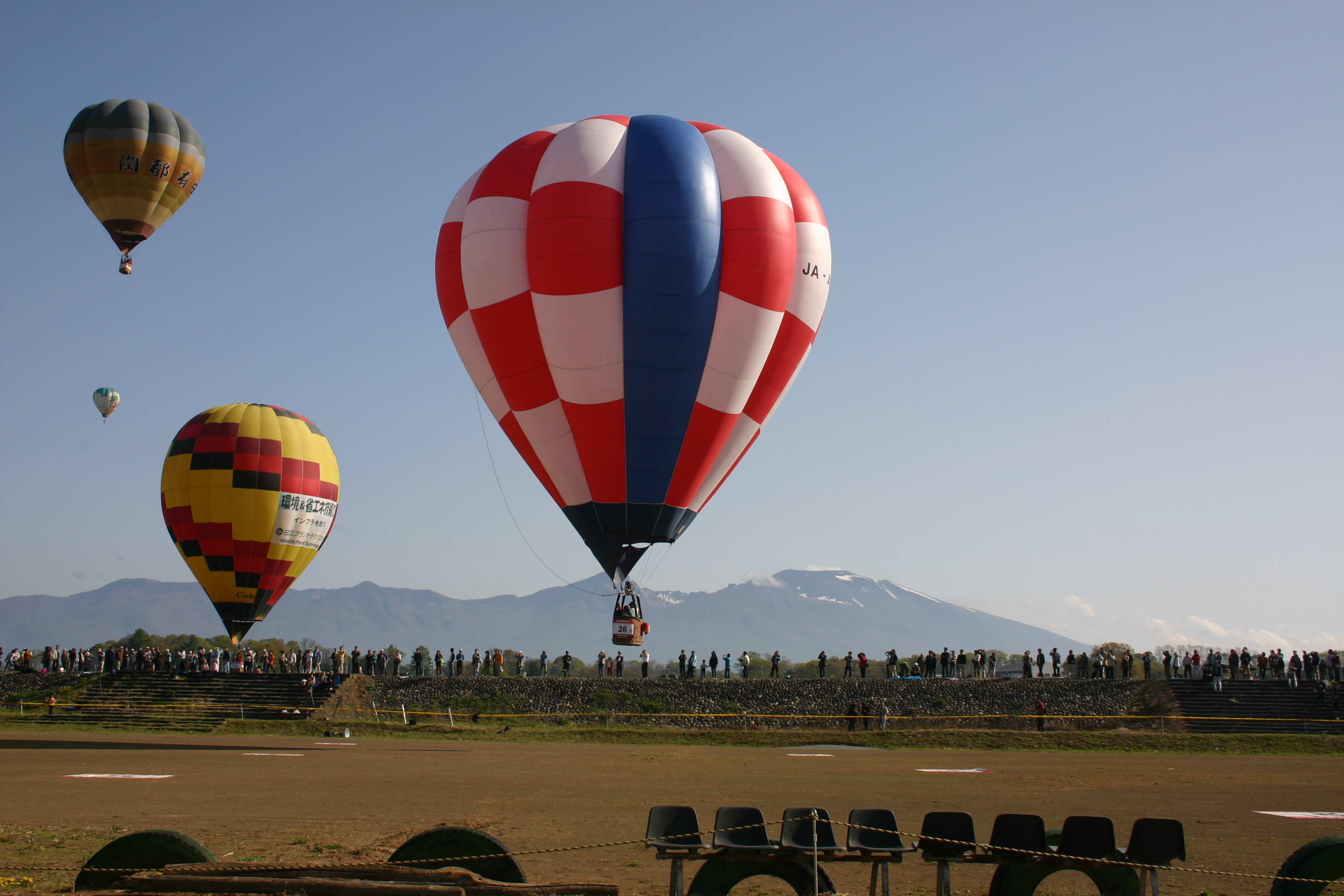
佐久バルーンフェスティバル

毎年11月上旬に佐賀市で開催されている熱気球競技大会（佐賀インターナショナルバルーンフェスタ）に1990年から特別協賛を行っている本田技研工業が気球競技の全国展開を要望したことから開催の構想が始まった。当時日本国内で佐賀以外には大規模な熱気球大会は行われておらず、長野県佐久市と三重県鈴鹿市で新たに大会を立ち上げ、これに日本最初の熱気球大会である北海道上士幌町の大会を加えた4大会で1993年に「熱気球日本グランプリ」の名称でスタートした。翌年には栃木県小山市の大会が加わり5大会となり、その後はいくつかの大会が交錯しながらも5大会のグランプリシリーズとして定着している。大会名称は1995年から「熱気球ホンダグランプリ」と名称を変え、1998年に日本を含む海外での熱気球のグランプリレース「熱気球ワールドホンダグランプリ」が始まったことで日本国内レースは「熱気球ジャパンホンダグランプリ」とされた。その後ワールドホンダグランプリが2006年に終了したことで2007年からは再び「熱気球ホンダグランプリ」の名称となった。2018年に「熱気球グランプリ」と大会名称変更したが、2019年に再度「熱気球ホンダグランプリ」の名称に戻した。。

## 採点方法
採点方法は、大会ごとに1位12ポイント、2位9ポイント…参加すれば2ポイントというように与えられるグランプリポイントの累計数で争われる。熱気球競技はターゲットに向けてマーカーを投げ入れ、その距離（近さ）を競うが、大多数の大会がいかに近くに落とすかという「距離」を競うのに対し、参加選手中で近い順からの「順位」を競うものとなっているのが特徴で、通常とは違った駆け引きもみられるようになっている。
また、熱気球はクラブ単位で活動しているため、大会ごとにパイロットを変えることが出来るシステムを採用している。しかし、通算6回優勝の水上孝雄や初優勝から七連覇の藤田雄大など強豪ほど一人のパイロットが全戦出場するというチームが多い。

## 主な実施大会
- 佐賀インターナショナルバルーンフェスタ（佐賀市）
- 佐久バルーンフェスティバル（佐久市）
- 渡良瀬バルーンレース（藤岡町→栃木市）
- 一関・平泉バルーンフェスティバル（一関市）
- 鈴鹿バルーンフェスティバル（鈴鹿市） ※2019年に大会終了（2020年、2021年は新型コロナの影響で中止）
- とちぎ熱気球インターナショナルチャンピオンシップ（宇都宮市・茂木町・芳賀町） ※2014年に大会終了

## 記録

### 国内
| 年 | 大会名称                       | 実施会場     | 実施会場       | 実施会場       | 実施会場       | 実施会場                 | 優勝者                           |
| 年 | 大会名称                       | 1            | 2              | 3              | 4              | 5                        | 優勝者                           |
| -- | ------------------------------ | ------------ | -------------- | -------------- | -------------- | ------------------------ | -------------------------------- |
| 93 | 熱気球日本グランプリ           | 長野県佐久市 | 北海道上士幌町 | 三重県鈴鹿市   | 佐賀県佐賀市   | -                        | 藤田昌彦                         |
| 94 | 熱気球日本グランプリ           | 佐久市       | 栃木県小山市   | 上士幌町       | 鈴鹿市         | 佐賀市                   | 藤田昌彦 / 藤田さと子            |
| 95 | 熱気球ホンダグランプリ         | 小山市       | 佐久市         | 上士幌町       | 鈴鹿市         | 佐賀市                   | 藤田さと子 / 藤田昌彦            |
| 96 | 熱気球ホンダグランプリ         | 小山市       | 佐久市         | 上士幌町       | 鈴鹿市         | 佐賀市                   | 岩井重文 / 辰巳信二              |
| 97 | 熱気球ホンダグランプリ         | 小山市       | 佐久市         | 上士幌町       | 鈴鹿市         | 佐賀市                   | 浅岡泰彦 / 藤田昌彦              |
| 98 | 熱気球ジャパンホンダグランプリ | 栃木県茂木町 | 佐久市         | 鈴鹿市         | 宮城県仙台市   | 佐賀市                   | 藤田昌彦                         |
| 99 | 熱気球ジャパンホンダグランプリ | 茂木町       | 佐久市         | 鈴鹿市         | 茂木町         | 佐賀市                   | 水上孝雄                         |
| 00 | 熱気球ジャパンホンダグランプリ | 栃木県藤岡町 | 佐久市         | 鈴鹿市         | 佐賀市         | 茂木町                   | 藤田昌彦                         |
| 01 | 熱気球ジャパンホンダグランプリ | 藤岡町       | 佐久市         | 鈴鹿市         | 佐賀市         | 茂木町                   | 藤田昌彦                         |
| 02 | 熱気球ジャパンホンダグランプリ | 藤岡町       | 佐久市         | 鈴鹿市         | 佐賀市         | 茂木町                   | 岩井重文 / 上田祥和 / Owen KEOWN |
| 03 | 熱気球ジャパンホンダグランプリ | 藤岡町       | 佐久市         | 鈴鹿市         | 佐賀市         | 茂木町                   | 水上孝雄                         |
| 04 | 熱気球ジャパンホンダグランプリ | 藤岡町       | 佐久市         | 鈴鹿市         | 佐賀市         | 茂木町                   | 水上孝雄                         |
| 05 | 熱気球ジャパンホンダグランプリ | 藤岡町       | 佐久市         | 鈴鹿市         | 佐賀市         | 茂木町                   | 藤田昌彦 / 浅岡泰彦              |
| 06 | 熱気球ジャパンホンダグランプリ | 藤岡町       | 佐久市         | 鈴鹿市         | 栃木県宇都宮市 | 佐賀市                   | 水上孝雄                         |
| 07 | 熱気球ホンダグランプリ         | 藤岡町       | 佐久市         | 鈴鹿市         | 佐賀市         | 宇都宮市・茂木町・芳賀町 | 水上孝雄                         |
| 08 | 熱気球ホンダグランプリ         | 藤岡町       | 佐久市         | 鈴鹿市         | 佐賀市         | 宇都宮市・茂木町・芳賀町 | 水上孝雄                         |
| 09 | 熱気球ホンダグランプリ         | 藤岡町       | 佐久市         | 鈴鹿市         | 佐賀市         | 宇都宮市・茂木町・芳賀町 | 藤田雄大                         |
| 10 | 熱気球ホンダグランプリ         | 栃木県栃木市 | 佐久市         | 鈴鹿市         | 佐賀市         | 宇都宮市・茂木町・芳賀町 | 藤田雄大                         |
| 11 | 熱気球ホンダグランプリ         | 栃木市       | 佐久市         | 鈴鹿市         | 佐賀市         | 宇都宮市・茂木町・芳賀町 | 藤田雄大                         |
| 12 | 熱気球ホンダグランプリ         | 栃木市       | 佐久市         | 鈴鹿市         | 佐賀市         | 宇都宮市・茂木町・芳賀町 | 藤田雄大                         |
| 13 | 熱気球ホンダグランプリ         | 栃木市       | 佐久市         | 鈴鹿市         | 佐賀市         | 宇都宮市・茂木町・芳賀町 | 藤田雄大                         |
| 14 | 熱気球ホンダグランプリ         | 栃木市       | 佐久市         | 鈴鹿市         | 佐賀市         | 宇都宮市・茂木町・芳賀町 | 藤田雄大                         |
| 15 | 熱気球ホンダグランプリ         | 栃木市       | 佐久市         | 岩手県一関市   | 佐賀市         | 鈴鹿市                   | 藤田雄大                         |
| 16 | 熱気球ホンダグランプリ         | 栃木市       | 佐久市         | 鈴鹿市         | 一関市         | 佐賀市                   | マシュー・スケイフ（豪）         |
| 17 | 熱気球ホンダグランプリ         | 栃木市       | 佐久市         | 一関市         | 佐賀市         | 鈴鹿市                   | 藤田雄大                         |
| 18 | 熱気球グランプリ               | 栃木市       | 佐久市         | 一関市         | 佐賀市         | 鈴鹿市                   | 藤田雄大                         |
| 19 | 熱気球ホンダグランプリ         | 栃木市       | 佐久市         | 一関市（中止） | 佐賀市         | 鈴鹿市                   | 藤田雄大                         |
| 20 | 熱気球ホンダグランプリ         | 栃木市       | 佐久市（中止） | 一関市         | 佐賀市（中止） | 鈴鹿市（中止）           |                                  |
| 21 | 熱気球ホンダグランプリ         | 佐久市       | 一関市         | 佐賀市         | 鈴鹿市（中止） | 栃木市                   |                                  |

- 2019年は令和元年東日本台風（台風19号）の影響により一関大会が中止となった。大会中止はグランプリ史上初めて。
- 2020年は新型コロナウイルス感染症の影響により佐久・佐賀・鈴鹿大会が中止となった[3][4][5]。栃木市（渡良瀬）大会は12月に延期開催となった[6]。

### 国際（ワールドホンダグランプリ）
| 年 | 実施会場                               | 実施会場                             | 実施会場             | 優勝者                             |
| 年 | 1                                      | 2                                    | 3                    | 優勝者                             |
| -- | -------------------------------------- | ------------------------------------ | -------------------- | ---------------------------------- |
| 98 | アメリカ合衆国ウィスコンシン州モンロー | ルクセンブルク大公国ブルシャイド     | 宮城県仙台市・大和町 | Joe HEARTSILL / Uwe SCHNEIDER      |
| 99 | アメリカ合衆国ウィスコンシン州モンロー | ルクセンブルク大公国ブルシャイド     | 栃木県茂木町         | Joe HEARTSILL / Uwe SCHNEIDER      |
| 00 | アメリカ合衆国ウィスコンシン州モンロー | ルクセンブルク大公国ブルシャイド     | 栃木県茂木町         | 藤田昌彦                           |
| 01 | アメリカ合衆国ウィスコンシン州モンロー | 佐賀県佐賀市                         | 栃木県茂木町         | Owen KEOWN                         |
| 02 | アメリカ合衆国ウィスコンシン州モンロー | ルクセンブルク大公国ブルシャイド     | 栃木県茂木町         | Joe HEARTSILL / Uwe SCHNEIDER      |
| 03 | アメリカ合衆国ウィスコンシン州モンロー | ルクセンブルク大公国ブルシャイド     | 栃木県茂木町         | Johnny PETREHN / Mathijs DE BRUIJN |
| 04 | アメリカ合衆国ウィスコンシン州モンロー | ルクセンブルク大公国エシュテルナッハ | 栃木県茂木町         | Joe HEARTSILL / Uwe SCHNEIDER      |
| 05 | アメリカ合衆国ウィスコンシン州モンロー | ルクセンブルク大公国エシュテルナッハ | 栃木県茂木町         | Joe HEARTSILL / Peter DANKERL      |
| 06 | アメリカ合衆国ウィスコンシン州モンロー | ルクセンブルク大公国エシュテルナッハ | 栃木県茂木町         |                                    |

- 2001年は家畜伝染病の発生によりルクセンブルク大会が中止となったため佐賀が代替会場となった。